# 국제 협동조합의 날
국제 협동조합의 날(International Day of Cooperatives)은 국제협동조합연맹(ICA)가 1923년부터 매년 7월 첫째주 토요일을 정해 기념하고 있는 기념일이다. 국제연합(UN)도 협동조합의 사회․경제적 중요성을 인정하여 1995년 특별결의로 UN 공식 '국제협동조합의 날'을 지정해 기념하고 있다.

## 같이 보기
- 협동조합의 날